# Rudyard Kipling

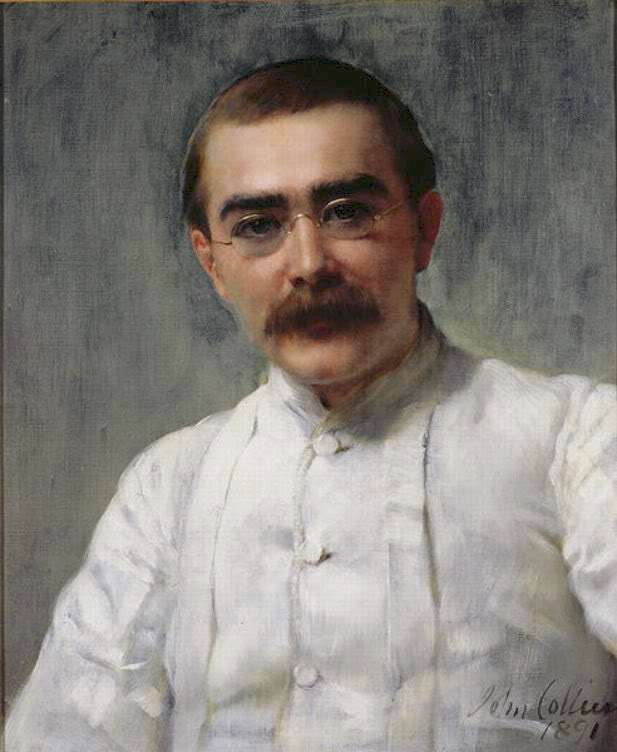
Rudyard Kipling, Porträt von John Collier, 1891

Joseph Rudyard Kipling [ˈdʒəʊzɪf ˈɹʌdjɑːd ˈkɪplɪŋ] (Anhörenⓘ) (* 30. Dezember 1865 in Bombay; † 18. Januar 1936 in London) war ein britischer Schriftsteller und Dichter. Seine bekanntesten Werke sind Das Dschungelbuch und der Roman Kim. Außerdem schrieb er Gedichte und eine Vielzahl von Kurzgeschichten. Kipling gilt als wesentlicher Vertreter der Kurzgeschichte und als hervorragender Erzähler. Seine Kinderbücher gehören zu den Klassikern des Genres. 1907 erhielt er, noch keine 42 Jahre alt, als erster englischsprachiger Schriftsteller den Literaturnobelpreis; den Rekord als jüngster Literaturnobelpreisträger hält er bis heute. Verschiedene andere Ehrungen wie die Erhebung zum Poet Laureate und in den Adelsstand lehnte er ab.

## Leben

### Kindheit und Jugend
Rudyard Kipling wurde im damaligen Bombay (Indien) geboren. Seine Eltern waren John Lockwood Kipling und dessen Ehefrau Alice, geb. Macdonald. Sein Vater war Lehrer an der örtlichen Jeejeebhoy-Kunstschule und später Direktor des Museums von Lahore. Ein Onkel mütterlicherseits war der Maler Edward Burne-Jones, ein anderer der Politiker Stanley Baldwin. Seinen ausgefallenen Vornamen Rudyard verdankt er dem Lake Rudyard in Staffordshire, an dem seine Eltern sich verlobt hatten. Der niemals verwendete Vorname Joseph war Familientradition; ältere Söhne wurden im Wechsel John oder Joseph genannt.
Alice Kipling war eine von vier bemerkenswerten Schwestern (Georgiana Burne-Jones, Agnes Poynter und Louisa Baldwin) und eine überaus lebhafte Frau.
Bernice M. Murphy zufolge stuften sich Kiplings Eltern als Anglo-Indian ein – Kipling ebenso, auch wenn er den Großteil seines Lebens anderswo verbrachte. In Bombay wurde Kipling von einem portugiesischen Kindermädchen und dem Hindu Meeta aufgezogen, Englisch empfand er als Fremdsprache. Mit fünf Jahren wurde er mit seiner jüngeren Schwester nach England zu den Holloways geschickt. Viele anglo-indische Kinder wurden damals bei Pflegeeltern aufgezogen. Kipling erinnerte sich noch in seiner Autobiographie mit Schrecken an deren strenge Aufsicht. Seiner 1868 geborenen Schwester Alice, genannt Trix, erging es etwas besser, weil die Holloways, eine Kapitänsfamilie in Lorne Lodge, wohl hofften, ihr Sohn könne sie einst heiraten. Die Kinder besuchten zuweilen über die Weihnachtstage Verwandte wie ihre Tante Georgiana, die mit Edward Burne-Jones in Fulham bei London lebte. Das versöhnte Kipling halbwegs mit seinem Schicksal. 1877 kam Alice Kipling aus Indien zurück, und die Kinder wurden aus Lorne Lodge befreit. 1878 wurde Kipling zum United Services College, einer Militärschule, zugelassen. Stalky & Co. (deutsch Staaks und Genossen oder Lange Latte und Genossen) geht ganz wesentlich auf die dort gemachten Erfahrungen zurück.
Ein Stipendium für eine akademische Ausbildung wurde ihm nicht zuerkannt. Lockwood Kipling, der in Lahore als Leiter einer Kunstschule und des dortigen Museums arbeitete, besorgte ihm deswegen eine Beschäftigung bei der Civil & Military Gazette. 1882 reiste Kipling nach Indien und kam am 18. Oktober 1882 an. Er beschrieb den Eindruck wie folgt:

“So, at sixteen years and nine months, but looking four or five years older, and adorned with real whiskers which the scandalised Mother abolished within one hour of beholding, I found myself at Bombay where I was born, moving among sights and smells that made me deliver in the vernacular sentences whose meaning I knew not.”

„Nun, mit 16 Jahren und neun Monaten, aber vier oder fünf Jahre älter aussehend und mit einem Schnurrbart, den die entsetzte Mutter binnen einer Stunde entfernte, fand ich mich in Bombay, wo ich geboren war, und bewegte mich zwischen Anblicken und Gerüchen, die mich Sätze in der angestammten Sprache stammeln ließen, deren Bedeutung ich nicht kannte.“

Die Ankunft veränderte Kipling wesentlich; die Jahre in England erschienen ihm als Last, die nun von ihm abzufallen begann.

### Literarische Karriere

#### Zeit in Indien

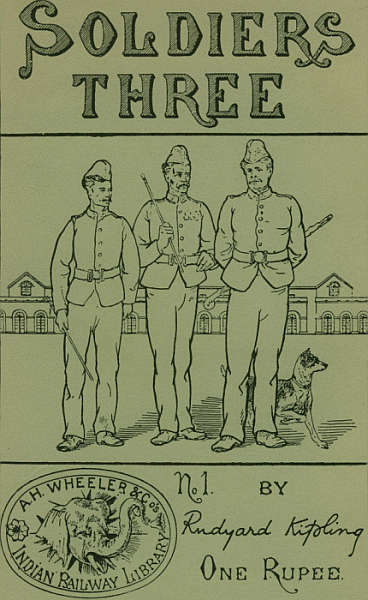
Soldiers Three, Titel der Originalausgabe, 1888

1882 kehrte Kipling nach Lahore (im heutigen Pakistan) zurück, wo seine Eltern inzwischen lebten. Er arbeitete dort zunächst als Redakteur einer örtlichen Zeitung und begann Lyrik und Erzählungen zu schreiben.
Ab Mitte der 1880er Jahre bereiste er den indischen Subkontinent als Korrespondent des in Allahabad erscheinenden The Pioneer. Gleichzeitig wurden seine Bücher erfolgreich; bis 1888 hatte er bereits sechs Bände mit Kurzgeschichten veröffentlicht, darunter Soldiers Three (1888). Eine Erzählung dieser Zeit war Der Mann, der König sein wollte (The Man Who Would Be King), die 1975 von John Huston unter dem Originaltitel The Man Who Would Be King verfilmt wurde.
In seinen Plain Tales from the Hills (Schlichte Geschichten aus Indien, 1888) überlieferte er der Nachwelt zahlreiche Geschichten aus dem anglo-indischen Milieu und machte sich einen Namen als Autor von Abenteuergeschichten.

#### Zeit in England
Im folgenden Jahr, 1889, kehrte Kipling nach England zurück und ließ sich in London nieder, wo er in mehrere renommierte Clubs aufgenommen wurde. Zu seinen literarischen Freunden und Förderern gehörten Henry Rider Haggard und Henry James. Schnell wurde er für seine realistischen Erzählungen und die Gedichte berühmt, in die er die Rhythmen der Umgangssprache und den Slang, beispielsweise von Soldaten, meisterhaft integrierte. Seine Lyrik übte einen großen Einfluss auf Bertolt Brecht aus.
Sein erster Roman Das fahle Licht (The Light that Failed) erschien 1890. Die Handlung spielt in der damaligen Gegenwart, zum Großteil in London, teils aber auch in Indien und im Sudan. Erzählt wird die traurige Geschichte des Künstlers Dick Heldar, der nach einem Krieg im Sudan, der ihm eine Augenverletzung einbrachte, in den 1890er Jahren nach England zurückkehrt. Nun widmet er sich wieder der Malerei. Mit seinen realistischen Landschaftsbildern aus dem Sudan kann er aber nicht genug verdienen. Daher malt er auch romantische Porträts, die mehr einbringen.
Da sein Augenlicht immer schwächer wird, beschließt er, sein Meisterwerk, das Gemälde Melancholia, noch zu vollenden, bevor die vollständige Erblindung das Malen unmöglich macht. Als Modell für das Gemälde dient ihm die Prostituierte Bessie. Als das Gemälde fertig ist, bricht Dick erschöpft zusammen. Bessie zerstört das Gemälde. Als Dick später seine Freundin Maisie einlädt, das Gemälde zu besichtigen, das er nun nicht mehr sehen kann, bringt diese es nicht übers Herz, ihm zu sagen, dass es zerstört wurde.
Aber Bessie kommt zurück und sagt ihm, was sie getan hat. Verzweifelt schließt sich Dick seiner alten Truppe im Sudan wieder an. Als die Truppe in eine Schlacht zieht, überredet er seinen Freund Torpenhow, ihn auf ein Pferd zu setzen. Er reitet mit der Truppe mit, wird vom Pferd geschossen und stirbt.
Eine von Kiplings berühmtesten Balladen ist The Ballad of East and West, die mit “Oh, East is East, and West is West, and never the twain shall meet” beginnt. Die Ballade berichtet von den Konflikten zwischen den Briten und Eingeborenen in Indien. Sie ist im Stil einer sogenannten Border Ballad verfasst.

#### Heirat / Aufenthalt in den USA

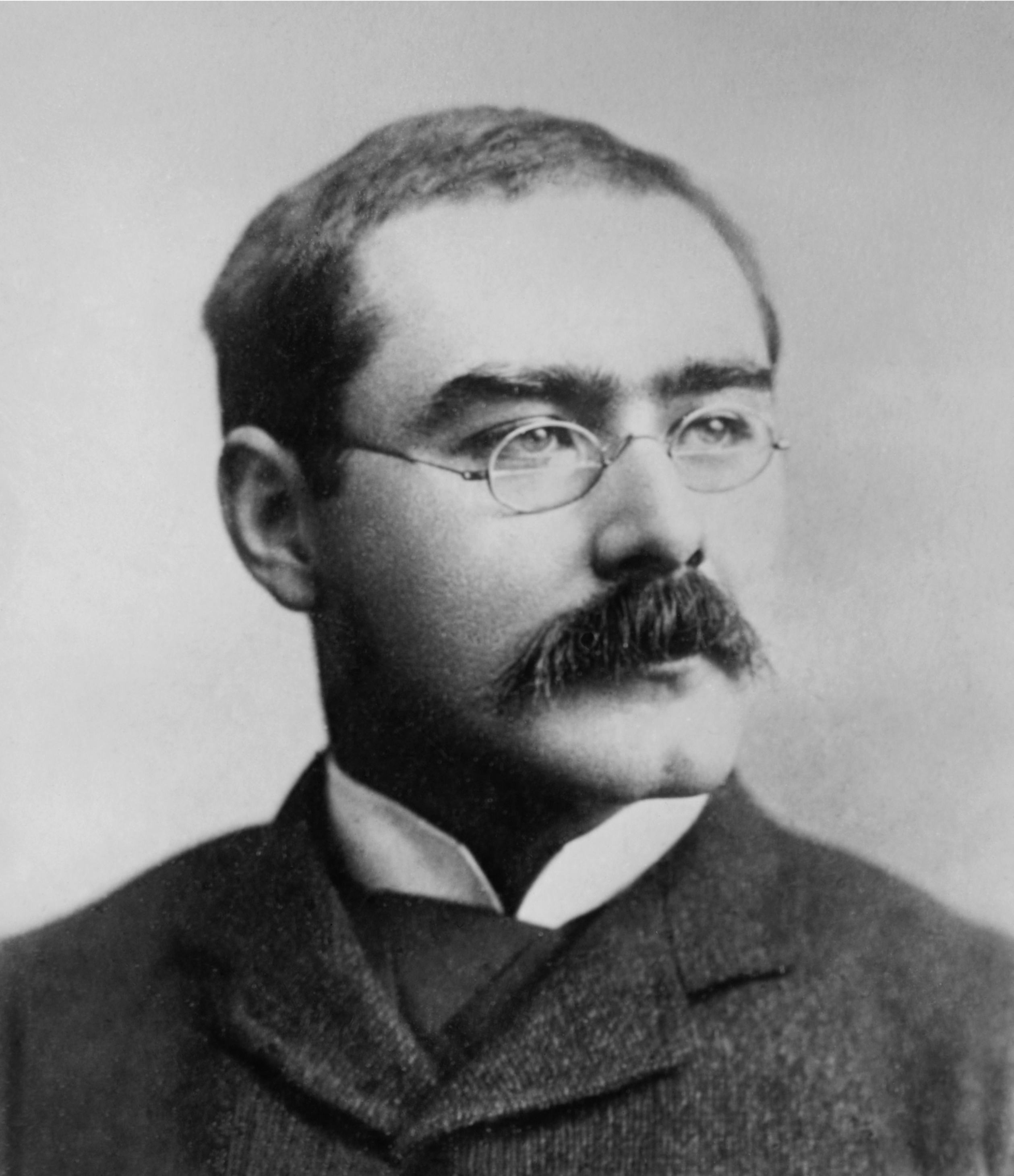
Kipling in London, 1895

1892 heiratete er Caroline Balastier; ihr Bruder, ein amerikanischer Autor, war ein Freund Kiplings. Aus der Ehe gingen drei Kinder hervor: Josephine (1892–1899), Elsie (1896–1976) und John (1897–1915). Kipling lebte mit seiner Frau und seinen Kindern die nächsten vier Jahre in den Vereinigten Staaten.

#### „Das Dschungelbuch“
In dieser Zeit begann er Kinder- und Jugendbücher zu schreiben, unter anderem sein heute in Deutschland (auch durch den Disney-Zeichentrickfilm) bekanntestes Werk Das Dschungelbuch (The Jungle Book) und Das zweite Dschungelbuch (The Second Jungle Book), die in den Jahren 1894 und 1895 entstanden.

#### Wieder in England
Nach Streitereien mit Verwandten kehrte die Familie nach England zurück. 1897 veröffentlichte Kipling den Roman Captains Courageous: A Story of the Grand Banks (auf Deutsch erschienen unter den Titeln Die mutigen Kapitäne, Brave Seeleute, Über Bord, Junge Abenteurer auf See und Fischerjungs), in dem er Erlebnisse und Eindrücke aus Amerika verarbeitete. Der kraftvolle Stil ist von Robert Louis Stevenson beeinflusst, übertrifft diesen aber noch an Knappheit und Konzentration auf das Wesentliche.

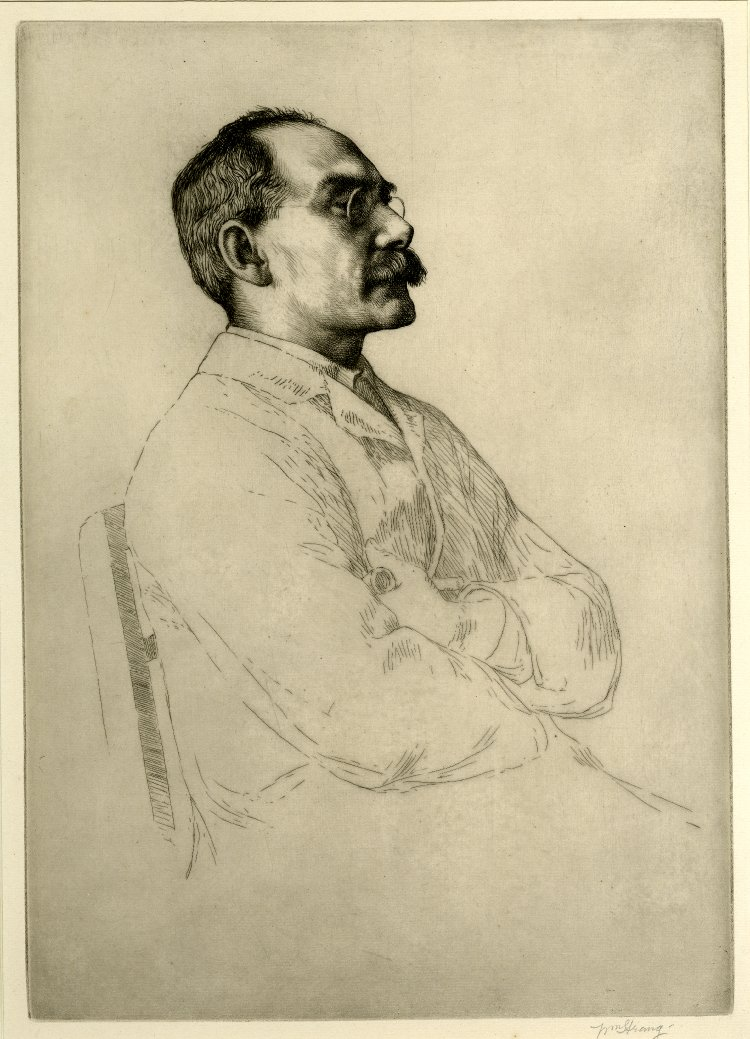
Rudyard Kipling, porträtiert 1898 von William Strang

Ebenfalls 1897 entstand anlässlich des 60. Thronjubiläums von Königin Victoria das Gedicht Recessional – ein pessimistischer, warnender Blick auf die Selbstgefälligkeit und Selbstherrlichkeit des Britischen Empire. Im folgenden Jahr reiste Kipling nach Afrika, freundete sich mit dem britischen Imperialisten Cecil Rhodes an und begann erneut Material für ein weiteres Kinderbuch zu sammeln, Genau-so-Geschichten (Just so Stories), das 1902 erschien. Kipling schrieb dieses Buch für seine Tochter Josephine, die 1899 an einer Lungenentzündung starb. In diesen phantasie- und humorvollen Geschichten versuchte er, die ständigen Warum-Fragen kleiner Kinder auf heitere Weise zu beantworten. Dazu gehören zum Beispiel: Wie das Elefantenkind seinen Rüssel bekam, Wie der Leopard zu seinen Flecken kam und Wie der erste Brief geschrieben wurde. 1899 wurde Kipling in die American Academy of Arts and Sciences gewählt.
Zu einem Synonym des Imperialismus wurde der Titel seines Gedichts The White Man’s Burden von 1899, mit dem er die Zivilisierung der „Wilden“ zu einer ethischen Last verklärt, die dem „weißen Mann“ auferlegt sei. Vor dem Hintergrund des Spanisch-Amerikanischen Krieges, in dem die USA Kuba und die Philippinen eroberten, richtet sich das Gedicht an den US-Präsidenten Theodore Roosevelt, mit dem Kipling persönlich bekannt war. Kiplings Botschaft ist, dass moderne, dynamische Staaten wie die USA die stagnierenden europäischen Kolonialmächte wie Spanien zurückdrängen und die Bürde für die Entwicklung der Menschen in den Kolonien auf ihre Schultern nehmen müssen. Das Gedicht gilt als eines der wesentlichen Zeugnisse des Imperialismus; sein Titel wurde sprichwörtlich.

#### „Kim“
1901 erschien der Roman Kim, der bis heute als eines von Kiplings bedeutendsten Werken gilt. Kim, Sohn eines irischen Soldaten, wächst als Waisenkind auf den Straßen von Lahore auf, wo er trotz seiner britischen Abstammung als „Eingeborener“ gilt. Den Roman durchzieht eine Kriminal- und Spionagegeschichte, die als Anlass dient, Kim durch große Teile Indiens reisen und die jeweiligen Gebräuche erleben zu lassen. Der Roman war das Lieblingsbuch von Jawaharlal Nehru. Er gilt – auch in Indien – als eine der besten literarischen Darstellungen Indiens in der Kolonialzeit.

#### Nobelpreis für Literatur
Während des Burenkriegs hielt sich Kipling zeitweise in Südafrika auf. 1907 wurde ihm als erstem englischen Schriftsteller der Literaturnobelpreis verliehen. In diesen Jahren entstanden zwei Poesie- und Erzählbände: 1906 Puck of Pook Hill und 1910 Belohnungen und Feen (Rewards and Fairies). Dieser Band enthält eines seiner beliebtesten Gedichte: If—, das Khushwant Singh als beste Kurzzusammenfassung der Bhagavad Gita bezeichnet hat.

### Erster Weltkrieg und später
Kipling war stark antideutsch eingestellt und anfangs ein entschiedener Befürworter des Krieges. Doch 1915 fiel sein ältester Sohn John im Alter von 18 Jahren in der Schlacht von Loos. In tiefem Selbstzweifel und voller Schuldgefühl schrieb Kipling den Grabspruch für seinen Sohn: “If any question why we died, tell them, because our fathers lied” („Wenn jemand fragt, warum wir starben, sagt ihnen, weil unsere Väter gelogen haben“). Kipling hatte seinem Sohn ermöglicht, mit einem vorverlegten Geburtsdatum bei den Irish Guards seinen Militärdienst anzutreten. Den Tod seines Sohnes thematisierte Kipling in dem Gedicht My boy Jack, das dem Schauspieler David Haig 1997 als Grundlage für sein gleichnamiges Theaterstück diente. Dies ist Vorlage für den Film My boy Jack aus dem Jahre 2007.
Nach dem Ersten Weltkrieg arbeitete Kipling intensiv bei der Commonwealth War Graves Commission mit. Der Optimismus früherer Jahre wich einer zunehmend düsteren Haltung, was sich in vielen seiner späten Erzählungen niederschlägt. Seine literarische Popularität ging zurück. Kipling schrieb bis in die frühen 1930er Jahre hinein, auch wenn der Erfolg immer mehr ausblieb. 1932 verfasste er den Text der ersten königlichen Weihnachtsansprache.
Aus Überzeugung oder Solidarität unterstützte Kipling Reginald Dyer bei seiner Rückkehr nach England, der als General der britischen Armee in Indien diente und als Befehlshaber für das britische Massaker von Amritsar an unbewaffneten Demonstranten am 13. April 1919 mit 379 Toten und 1.200 Verletzten, darunter vielen Frauen und Kindern, verantwortlich war. Dyer wurde für das Massaker strafrechtlich nicht belangt. Allerdings wurde er kurz danach als Brigadekommandeur abgelöst und verlor ohne entsprechende Verwendung seinen Brevet-Rang. Während in Großbritannien unter anderem die Labour Party und auch Winston Churchill Dyers Verhalten bei Amritsar verurteilten, fand er in einigen Kreisen Zustimmung: Auf Kiplings Initiative sammelte man insbesondere in der Londoner besseren Gesellschaft 26.000 Pfund für Dyer anlässlich seiner Heimkehr. Andere Quellen behaupten, dass der Spendenaufruf von der Zeitung The Morning Post initiiert wurde und Kipling nichts dafür eingezahlt haben soll. Sein Name soll nicht in der von der Zeitung veröffentlichten Spenderliste aufgetaucht sein.
Rudyard Kipling starb 1936 im Alter von 70 Jahren an einer Hirnblutung und wurde nach Einäscherung im Golders Green Crematorium in der Westminster Abbey zu Grabe getragen. Nach dem Tod seiner Frau wurde sein Haus Bateman’s 1939 in East Sussex dem National Trust vermacht und in ein öffentliches Museum umgewandelt.

## Rezeption

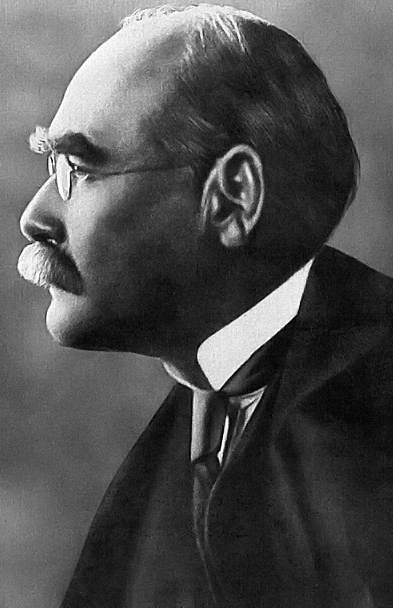
Rudyard Kipling 1912, fotografiert von E.O. Hoppé

Ende des 19. und Anfang des 20. Jahrhunderts gehörte Kipling zu den populärsten englischen Schriftstellern. James Joyce stellte ihn in eine Reihe mit Lew Nikolajewitsch Tolstoi und Gabriele D’Annunzio als Autoren ihrer Zeit mit dem vielversprechendsten Talent. Nach dem Ersten Weltkrieg nahm Kiplings Popularität und literarischer Erfolg stark ab. Nach seinem Tod geriet sein Werk – mit Ausnahme einzelner Gedichte und der Kinderbücher – für einige Jahre in Vergessenheit. Ab den 1970er Jahren wurde jedoch zunehmend die Qualität seiner späten Erzählungen von der Kritik betont.
Kipling galt unter anderem wegen seines eigentlich auf die USA gemünzten Gedichts The White Man’s Burden als kritischer Barde bzw. Prophet des britischen Kolonialismus und Imperialismus. Für George Orwell war Kipling ein guter schlechter Dichter („good bad poet“). Jorge Luis Borges schrieb: „Kipling wurde als der kritische Barde des Britischen Weltreichs katalogisiert. Das hat an sich nichts Unehrenhaftes, aber es genügte, um seinen Namen zu schmälern, vor allem in England. Seine Landsleute haben ihm niemals ganz seine ständigen Bezugnahmen auf das Imperium verziehen.“
Douglas Kerr zufolge werde Kipling gerade aufgrund des Rückgangs des europäischen Kolonialismus wieder interessant, weil er die Zeit in der ihm eigenen Art interpretiere und mit seiner großen erzählerischen Gabe nachvollziehbar mache. Im deutschen Sprachraum begann eine Neubewertung Kiplings, der hier fast nur als Kinderbuchautor bekannt war, mit einer von Gisbert Haefs neu übersetzten Ausgabe seiner Werke im Haffmans Verlag (ab 1987).
Kiplings Werke wurden mehrmals verfilmt, so Der Mann, der König sein wollte. Sie inspirierten eine Vielzahl von Nachahmern und Parodien in verschiedenen Medien und Kunstformen. Der Film Aufstand in Sidi Hakim (1939) wurde von Kiplings Gedicht Gunga Din inspiriert. Größten Bekanntheitsgrad dürfte ein Zeichentrickfilm der Walt-Disney-Studios erlangt haben: Das Dschungelbuch aus dem Jahr 1967.

## Freimaurerei
1886 wurde Kipling als Freimaurer in der Loge Hope and Perseverance in Lahore initiiert. Da er zu diesem Zeitpunkt noch keine 21 Jahre alt war, erteilte der Distrikts-Großmeister eine Ausnahmegenehmigung. Über dieses Ereignis schrieb Kipling in The Freemason am 28. März 1925, dass er dort für ein paar Jahre Sekretär der Loge war, die aus Brüdern mindestens vier verschiedener Glaubensrichtungen bestand.
Kipling war in einer Zeit eingetreten, als die Freimaurer in Indien bereits begonnen hatten, indische Mitglieder aufzunehmen. Bei diesen spielten allerdings rassistische und religiöse Vorbehalte, von der Kastenzugehörigkeit bis zu den Speisevorschriften, eine so große Rolle, dass es manchmal nur möglich war, Treffen durchzuführen, indem einzelnen Brüdern leere Teller vorgelegt wurden. Kipling amüsierte sich darüber mehrfach, er versicherte sich über die Freimaurerei seiner Britishness. Der Indienaufenthalt Kiplings war die aktivste Zeit bei dem Bund.
Seinen Mark Master Grad erhielt Kipling in der Mark Loge Fidelity am 12. April 1887 und seinen Royal Ark Mariners Grad am 17. April 1888 in der Mt. Ararat Loge in Lahore. Als er 1888 nach Allahabad versetzt wurde, affiliierte er bei der dort ansässigen Loge Independence with Philanthropy. 1889 nach England zurückgekehrt, war er 1927 Mitgründer der Silent Cities Lodge No. 4848 und ebenfalls der Author’s Lodge No. 3456. In der berühmten Canongate Kilwinning Lodge No. 2 in Edinburgh wurde er nach alter Tradition zum Poet Laureate ernannt; dieses Amt hatte zuvor Robert Burns in ähnlicher Weise inne.
In Kiplings Novelle Der Mann, der König sein wollte spielen Symbole der Freimaurerei eine wichtige Rolle. In seinen Erzählungen The Wrong Thing, The Winged Hats und Brother Square Toes verarbeitet er Freimaurergebräuche. 1926 veröffentlicht Kipling eine Novellenreihe unter dem Titel Debits and Credits, in denen er freimaurerische Gebräuche, Ritualworte und Redewendungen verarbeitet. Diese Novellen, die im Ersten Weltkrieg spielen, sind: In the Interest of the Brethren, The Janeits, A Madonna of the Trenches (Eine Erscheinung in den Schützengräben, 1924) und A Friend of the Family. Der Freimaurerei widmete er auch mehrere Gedichte, darunter The Mother Lodge, The Widow at Windsor, The Press, Banquet Night, Sons of Martha und The Palace.

## Trivia
Frühere Ausgaben seiner Bücher haben eine Ganeshafigur und ein Hakenkreuz auf dem Einband. Kipling kannte das Symbol als hinduistische Swastika. Nachdem die Nationalsozialisten sich des Zeichens bemächtigt hatten, sah Kipling von der Verwendung des Symbols ab.
Nach Kipling und dem schwarzen Panther im Dschungelbuch wurde die Spinne Bagheera kiplingi benannt. Kipling ist Namensgeber für die Kipling Mesa, einen Tafelberg auf der James-Ross-Insel in der Antarktis.

## Werke

### Lyrik
- Departmental Ditties. 1886

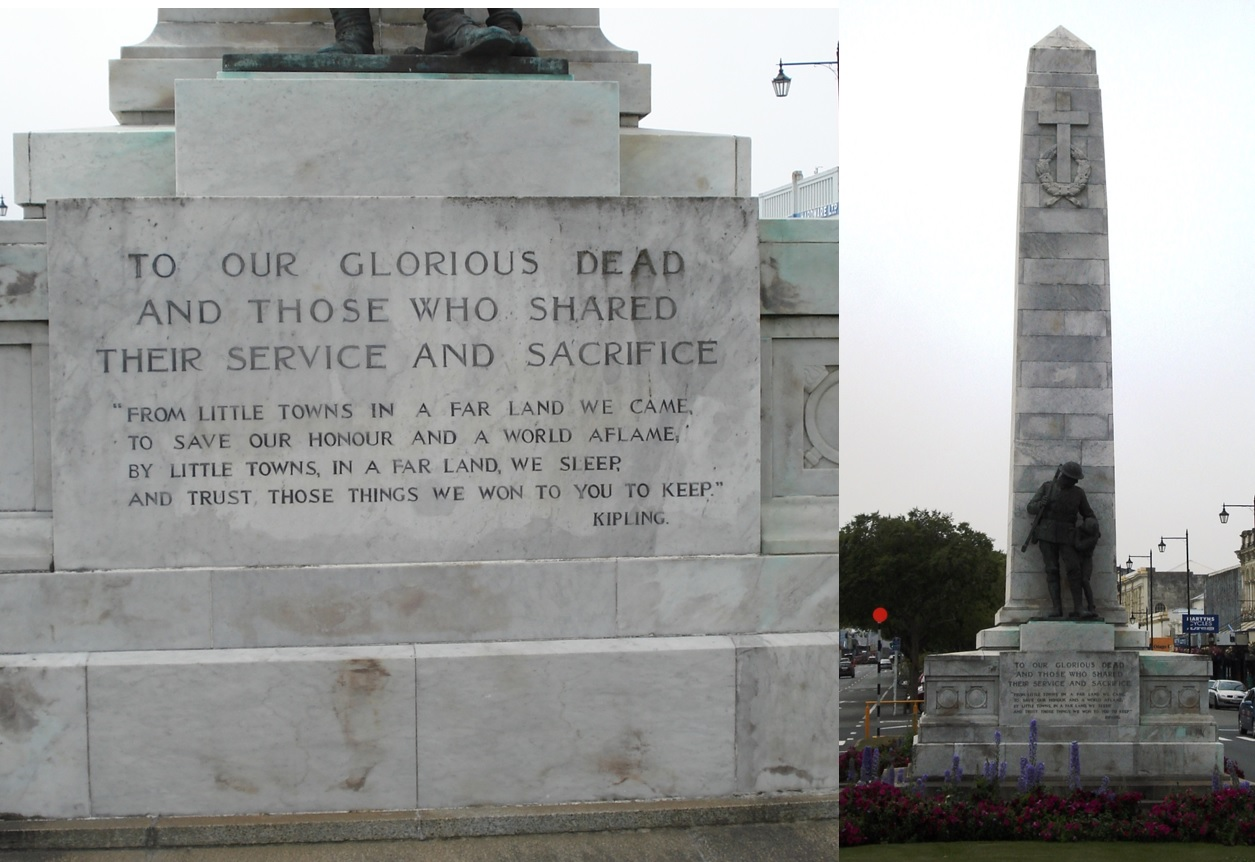
Gedichtzeilen "From litte towns in a far away land we came …" von Rudyard Kipling (auf einem Denkmal in Oamaru / Neuseeland)

- Barrack Room Ballads. 1890 (deutsch: Die Balladen aus dem Biwak/Soldatenlieder), enthält das auch als Song durch Frank Sinatra und andere populär gemachte Gedicht On the Road to Mandalay
- The Seven Seas. 1896
- The White Man’s Burden. 1899
- The Five Nations. 1903
- If—. 1910
- The secret of the machines. 1911
- Songs from Books. 1912
- Gethsemane. 1914–1918
- My boy Jack. 1915
- The Years Between. 1919
- East of Suez. 1931

### Erzählungen

#### Originalausgaben
- Plain Tales from the Hills. Sammlung von Short Storys, 1888
- Soldiers Three, The Story of the Gadsbys, In Black and White. 1888
- Under the Deodars, The Phantom Rickshaw, Wee Willie Winkie. 1888
- Life’s Handicap. 1891
- Many Inventions. 1893
- The Day’s Work. 1898
- Just So Stories for Little Children. 1902 (Geschichten für den allerliebsten Liebling, ISBN 3-938899-37-9, bzw. Genau-so-Geschichten, ISBN 3-293-00437-7)[26]
- Traffics and Discoveries. Gedichte und Short Storys, 1904
- Puck of Pook’s Hill. 1906
- Actions and Reactions. Short Storys und Gedichte, 1909
- Rewards and Fairies. 1910
- A Diversity of Creatures. 1917
- Land and Sea Tales for Scouts and Guides. 1923
- Debits and Credits. 1926
- Thy Servant a Dog. 1930
- Limits and Renewals. 1932

#### In deutscher Sprache
- Indische Erzählungen. übersetzt von Irma Wehrli, Manesse 2006, ISBN 3-7175-2100-4.
- Meistererzählungen. übersetzt von Sylvia Botheroyd, Monika Kind, Sabine Kipp, Ilse Leisi und Irma Wehrli, Manesse 1987, ISBN 3-7175-1734-1.
- Der Mann, der König sein wollte. Indische Erzählungen. Elf Erzählungen übersetzt von Gustav Meyrink, mit einem Nachwort von Volker Neuhaus. Ripperger & Kremers 2014, ISBN 978-3-943999-16-7
- Die späten Erzählungen. Übersetzt von Gisbert Haefs. Fischer, Frankfurt a. M. 2015
- Mit der Nachtpost. Unheimliche Geschichten. Übersetzt von Friedrich Polacovics. Insel Verlag, Frankfurt a. M. & Leipzig 1991

### Romane

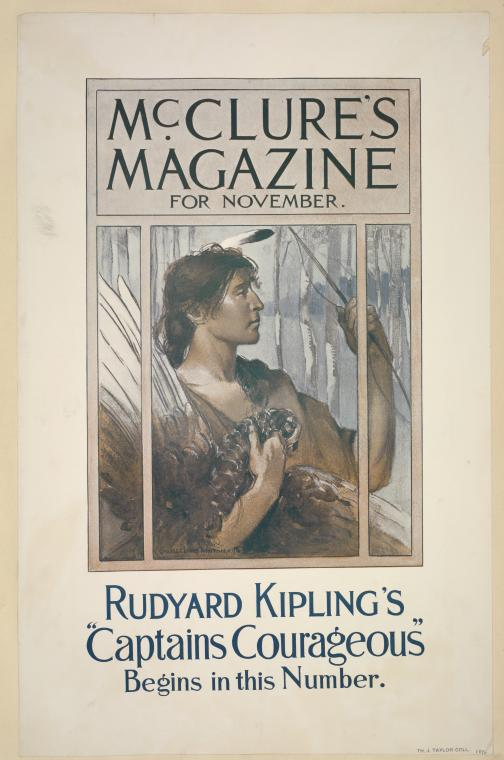

- Das Licht erlosch (The Light that Failed), 1891
- Naulahka, das Staatsglück (The Naulahka – A Story of West and East), 1892
- The Jungle Book. 1894. Erste vollständige (!) Übertragung ins Deutsche: Das Dschungelbuch. Fischer Taschenbuch Verlag, 1995. Dt. von Peter Torberg
- The Second Jungle Book. 1895. Erste vollständige (!) Übertragung ins Deutsche: Das zweite Dschungelbuch. Fischer Taschenbuch Verlag, 1996. Dt. von Peter Torberg
- Captains Courageous. 7 Folgen in McClure’s Magazine November 1896 bis Januar 1897, 1897 als Buch.

Auf Deutsch als Fischerjungs – Ein Seeroman. Übersetz. Norbert Jaques,  P. List, Leipzig 1930.
Neuausgabe  als Über Bord. Hrsg. und übersetzt Gisbert Haefs, Mare, Hamburg 2007. ISBN 9783866480728. Rezension in der FAZ. Neuausgabe des Werks in der Übersetzung von Haefs ebenfalls unter dem Titel Über Bord mit Illustrationen von Christian Schneider bei der Edition Büchergilde, Frankfurt 2015, ISBN 978-3-86406-060-1.
- Stalky & Co. 1899
- Kim, 1901

### Nicht-Fiktionales
- A Fleet in Being. 1898
- From Sea to Sea – Letters of Travel. 1899
- Sea Warfare. 1916
- The Irish Guards in the Great War. 1923
- A Book of Words. Reden, 1928
- Something of Myself. Autobiografie, 1937

#### Autobiografisches und Briefe
- Erinnerungen. Etwas von mir, für meine bekannten und unbekannten Freunde. Scientia, Zürich 1938.
- Something of myself and other autobiographical writings Hg. Thomas Pinney (1990)
- The letters of Rudyard Kipling. 4 Bände. Hg. wie vor. Macmillan, London 1990–2004

### Deutschsprachige Hörbücher
- Der Mann, der König sein wollte. Gelesen von Jan Koester. Medienverlag Kohfeldt, Edewecht 2016, ISBN 978-3-86352-072-4 (Lesung, 2 CDs, 103 Min.)
- Indische Erzählungen. Gelesen von Ulrich Noethen. Der Audio Verlag (DAV), Berlin 2009, ISBN 978-3-89813-848-2 (Lesung, 2 CDs, 144 Min.)
- Das Dschungelbuch. Gesprochen von Traugott Buhre, Jens Wawrczeck, Horst Mendroch. Der Audio Verlag (DAV), Berlin 2008, ISBN 978-3-89813-776-8 (Hörspiel, 2 CDs, 98 Min.)
- Genau-So-Geschichten. Gelesen von  Christoph Waltz. tacheles/ROOF Music, Bochum 2012, ISBN 978-3-86484-010-4 (Lesung, 2 CDs, 144 Min.)